# Werner Körte (Kunsthistoriker)
Werner Hermann Ulrich Körte (* 4. Mai 1905 in Basel; † 10. Mai 1945 in Sankt Georgen am Längsee) war ein deutscher Kunsthistoriker.

## Leben
Werner Körte war der Sohn des Klassischen Philologen Alfred Körte (1866–1946) und seiner Frau Frieda, geb. Gropius (1873–1963), einer Tochter des Architekten Martin Gropius (1824–1880).
Er studierte nach dem Besuch des Berthold-Gymnasiums in Freiburg (1914–1917) und des König-Albert-Gymnasiums in Leipzig (1917–1924) Kunstgeschichte, Klassische Archäologie, Geschichte und Philosophie in Leipzig und München und wurde 1929 in Leipzig bei Wilhelm Pinder promoviert. 1929 erhielt er ein Stipendium an Bibliotheca Hertziana in Rom, 1930 wurde er dort zweiter, von 1931 bis 1935 erster Assistent, 1935/36 forschte er dort mit einem Stipendium. 1936 wurde er an der Universität Freiburg bei Kurt Bauch habilitiert und Privatdozent. Im Sommersemester 1936 und im Wintersemester 1936/37 nahm er am Seminar von Martin Heidegger teil. 1939 wurde er in Freiburg zum beamteten Universitätsdozenten ernannt. Seit Beginn des Zweiten Weltkriegs war er zum Kriegsdienst eingezogen. Zum 1. Trimester 1940 nahm er die Vertretung des Extraordinats für Kunstgeschichte an der Universität Innsbruck auf, verzichtete jedoch freiwillig auf seine UK-Stellung und wurde Anfang Februar 1941 wieder eingezogen. Im Januar 1942 wurde ein Antrag auf seine Einstellung als Ordinarius eingereicht, mittlerweile hatte er auch einen Ruf auf ein Ordinariat an der Universität Graz erhalten. Er kehrte nicht nach Innsbruck zurück und fiel im Mai 1945 in Sankt Georgen am Längsee (Kärnten).
Seine Forschungsgebiete umfassten die Architekturgeschichte und den Einfluss deutscher Kunst auf Italien.
Sein Sohn ist der Architekt Arnold Körte (* 1934).

## Veröffentlichungen (Auswahl)
- Die Wiederaufnahme romanischer Bauformen in der niederländischen und deutschen Malerei des 15. und 16. Jahrhunderts. Heckner, Wolfenbüttel 1930 (Dissertation).
- Der Palazzo Zuccari in Rom. Sein Freskenschmuck und seine Geschichte (= Römische Forschungen der Bibliotheca Hertziana 12) Keller, Leipzig 1935 (doi:10.11588/diglit.47057#0090, In: Heidelberger historische Bestände – digital).
- Deutsche Vesperbilder in Italien. In: Römisches Jahrbuch für Kunstgeschichte 1, 1937, S. 1–138 (Habilitationsschrift).
- Die „Navicella“ des Giotto. In: Festschrift Wilhelm Pinder zum 60. Geburtstage. Leipzig 1938, S. 223–263.
- Das Freiburger Münster. Langewiesche, Königstein im Taunus u. a. 1940.
- Albrecht Dürer. Die Apokalypse (= Der Kunstbrief 51). Gebr. Mann, Berlin 1948.